# Shaparak Shajarizadeh
Shaparak Shajarizadeh (em persa: شاپرک شجری زاده) (nascida em 1975) é uma ativista dos direitos das mulheres iranianas e ex-prisioneira política. Ela também é membro do comitê de mulheres do Conselho de Transição do Irã. Shaparak Shajarizadeh é bem conhecida por seus esforços em fortalecer os direitos das mulheres no Irã e ativismo contra a lei iraniana de uso obrigatório do hijab. Ela possui sentimentos anti-lenço de cabeça e também foi pioneira em campanhas online como o "Girls of Revolution Street" e "Quartas-feiras Brancas" como parte dos protestos contra o hijab obrigatório em um esforço para encorajar homens e mulheres no Irã a postar imagens nas redes sociais de si mesmas sem usar lenços na cabeça. Ela foi detida e encarcerada duas vezes por desafiar as leis do Irã sobre o uso obrigatório do hijab.

## Biografia
Shaparak Shajarizadeh nasceu em 1975 e foi criada no Irã até 2018. Em julho de 2018, após enfrentar sanções e pressões, ela fugiu para a Turquia, onde se reuniu com o filho enquanto o marido estava no Irã. Em 2018, ela migrou para o Canadá e se estabeleceu em Toronto com o marido e o filho, onde atualmente está exilada. Em julho de 2018, em sua conta no Instagram, ela revelou que deixou o Irã devido à violência contínua contra ativistas.

## Ativismo
Em 21 de fevereiro de 2018, ela foi presa por protestar removendo um lenço de cabeça e acenando com ele em uma rua de Gheytarieh, em Teerã, capital do Irã, e testemunhas oculares disseram que a polícia a atacou brutalmente, espancou, abusou dela por trás e a levou sob custódia. O videoclipe que apresentava Shaparak Shajarizadeh sem o lenço na cabeça se tornou viral nas mídias sociais e desencadeou movimentos de desobediência civil online, como o "Girls of Revolution Street" e o "Quartas-feiras Brancas". Ela incentivou homens e mulheres a "postar imagens nas redes sociais de si mesmos vestindo branco ou sem lenço na cabeça para protestar contra o fato de serem forçados a usar o hijab. Ela foi acusada de encorajar uma possível prostituição, iniciar propaganda nacional contra o governo do Irã e a segurança nacional. Mais tarde, ela foi libertada sob fiança em abril de 2018, depois de enfrentar dois meses de prisão.
Novamente, em 1º de maio de 2018, por remover repetidamente o lenço de cabeça em público, ela foi presa junto com o filho e libertada em poucas horas. Ela então fugiu do Irã.
Em julho de 2018, ela foi condenada à revelia a um total de 20 anos de prisão; 2 anos na prisão de Qarchak, além de 18 anos de prisão suspensa.
Ela deu crédito à advogada internacionalmente aclamada Nasrin Sotoudeh, que também apoiou os sentimentos anti-hijab obrigatórios. Em fevereiro de 2020, ela também convocou o povo iraniano a boicotar as eleições parlamentares e insistiu que os iranianos perderam a fé nos políticos.
Ela vive exilada no Canadá e atua como pesquisadora sênior no Raoul Wallenberg Center for Human Rights junto com o defensor dos direitos das mulheres canadenses Irwin Cotler.
Junto com a jornalista canadense Rima Elkouri, ela escreveu uma autobiografia La Liberté n'est pas un crime (A liberdade não é um crime).

## Honras
2018 - Foi incluída na lista da BBC de 100 mulheres inspiradoras e influentes de todo o mundo.
2020 - Prêmio Internacional dos Direitos da Mulher, da Cúpula de Genebra, por uma coalizão internacional de 25 organizações de direitos humanos por seus esforços para manter os direitos das mulheres no Irã.